# Migalhas Filosóficas

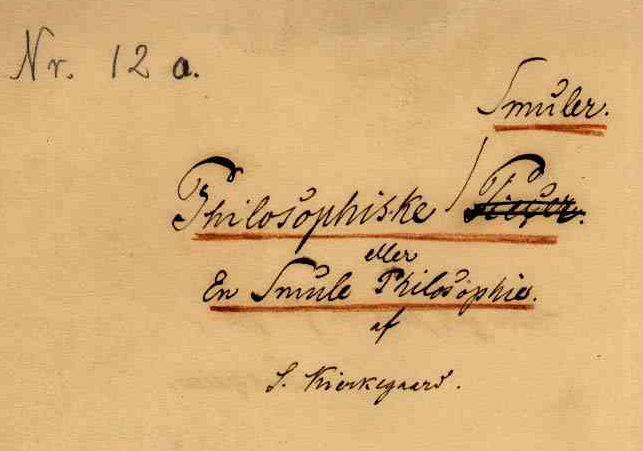

Migalhas Filosóficas (Dinamarquês: Philosophiske Smuler eller En Smule Philosophi) é uma obra do filósofo dinamarquês Søren Kierkegaard. Foi publicada em 1844. Foi a primeira de três obras atribuídas ao pseudónimo Johannes Climacus.
O livro aborda a questão de como o conhecimento pode ser apreendido. Johannes Climacus discute sobre como a teoria socrática da reminiscência e da divindade cristã pode informar aquele que aprende da verdade. Ao mesmo tempo, é um importante texto inicial sobre filosofia existencialista. Como muitas das obras de Kierkegaard, não foi traduzida para outras línguas, como o alemão e inglês, até várias décadas após a morte do filósofo, mas a partir daí tornou-se numa obra proeminente no campo da filosofia.
Kierkegaard procura contrastar o paradoxo do cristianismo com a teoria socrática da reminiscência. A sabedoria socrática, para Kierkegaard, significa que "cada ser humana é ele próprio o ponto central, e que todo o mundo se foca nele porque o conhecimento de si próprio é o conhecimento de Deus".